# 村杉温泉
村杉温泉（むらすぎおんせん）は、新潟県阿賀野市（旧国越後国）にある温泉。周辺の出湯温泉、今板温泉と併せて五頭温泉郷（ごずおんせんごう）を構成している。

## 泉質
「薬師乃湯3号井」の値を示す。
- 単純放射能温泉(ラジウム泉) (弱アルカリ性 低張性 低温泉)
  - 源泉温度25℃
  - ラドン含有量最高で37.6マッヘ
  - 源泉湧出量毎分510リットル

「子宝の湯」の異名を持つ。

## 温泉街

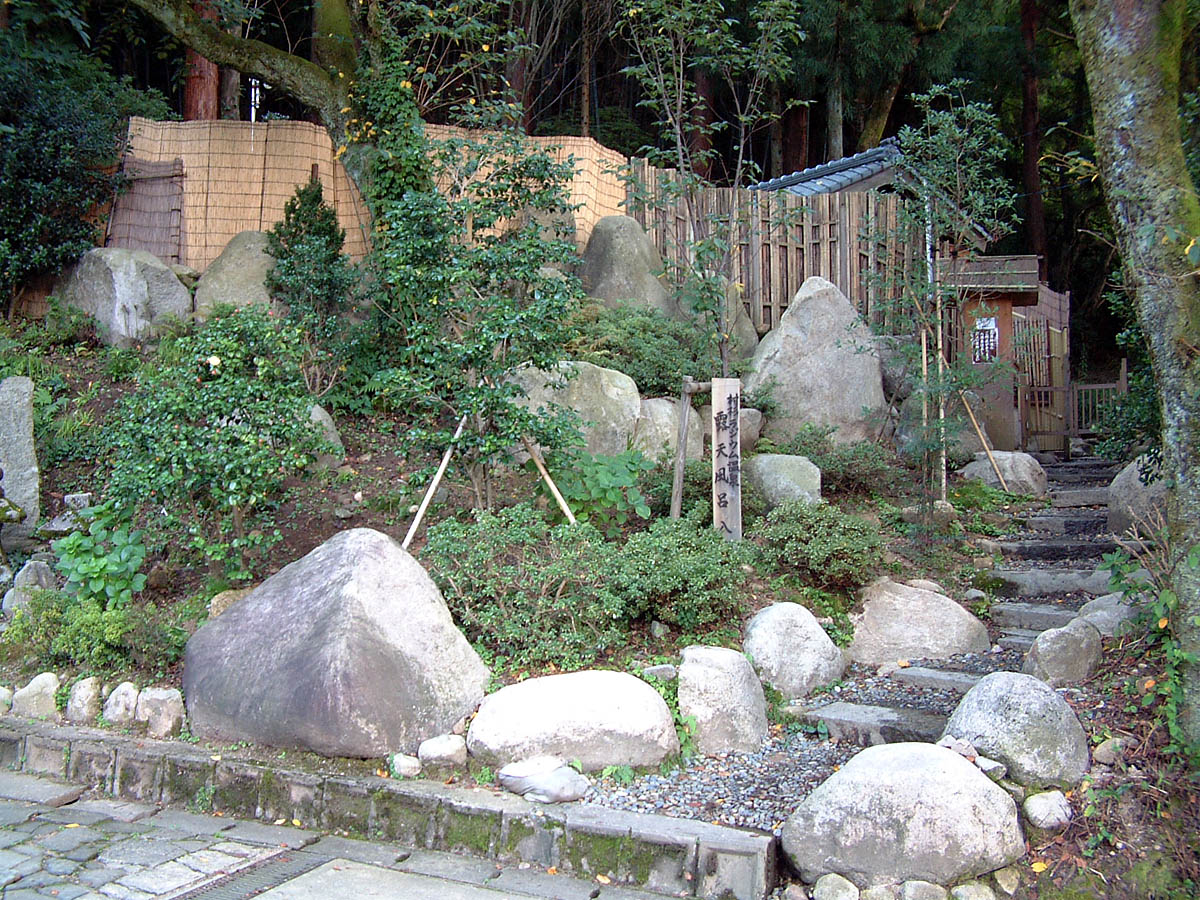
村杉ラジウム温泉露天風呂

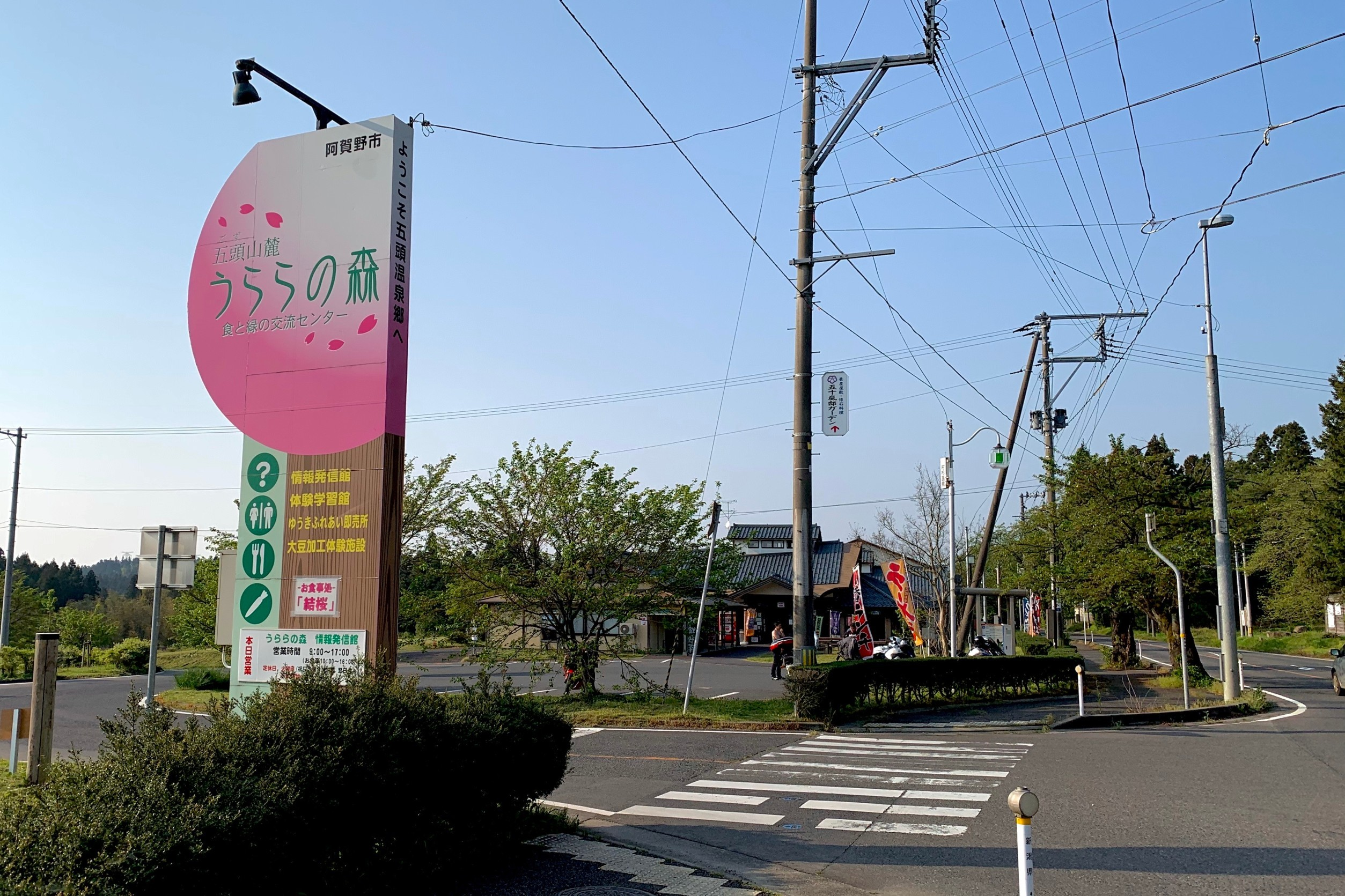
温泉街の入口、国道290号沿いにある「五頭山麓うららの森」。観光案内や農産物直売が行われている。

五頭山の山麓に温泉街が広がり、旅館は8軒存在する。共同浴場は2軒、「薬師乃湯」と「村杉共同露天風呂」（2016年8月以降、臨時休業中）ほかに足湯（薬師の足湯）が存在する。このほか、豆腐屋やカフェなどが軒を連ねる。周辺には散策路「ねがいの小路」が設けられている。
北側の今板温泉と挟んで立地する「五頭山麓うららの森」は五頭温泉郷の拠点施設となっており、観光情報発信、農産物販売、各種体験イベントのほか、レンタサイクルが実施されている。

## 伝説
開湯は1335年である。開湯伝説によれば、足利氏家臣の荒木正高が、薬師如来に導かれて温泉を発見したという。温泉地にある薬師堂は、荒木正高による建立である。

## 歴史
江戸期には近郷の湯治場として人々が集まり、宝永四年(1707)には新発田藩主が入浴のため村杉の湯を取り寄せた。「宝永四年(1707)に，新発田藩主がこの地に訪れている」とあるのは誤解。丸山は、湯をわかして入浴する居風呂湯の項で「村杉の端に少し温い水が土の中から涌出て硫黄臭がある、この水を居水風呂桶に入れてこれを湯とし」と紹介している。
1914年（大正3年）に、新潟医学専門学校(現新潟大学医学部)の中山蘭教授が温泉の分析をしたところ、多量のラジウムエマナチオン(現在ではラドンのこと：222Rn)が含有されていることが明らかになった。その後ラジウム温泉の薬効が広く知られるようになったことで自炊湯治の利用が多くなったため、共同浴場の周囲に市場が立つほど賑わった。
1921年（大正10年）には林学者の本多静六が訪れ、「村杉ラヂウム温泉風景利用策」を提案した。
1967年8月29日、羽越豪雨。集中豪雨により旅館・長生館の離れの裏山が崩れ、孫とともに投宿していた佐藤芳男（参議院議員）一家が巻き込まれて死亡した。
村杉ラジウム温泉露天風呂は、温泉地を振興しようというテレビ番組の企画で2002年に作られた。製作に際して松田忠徳が監修をしている。

## アクセス

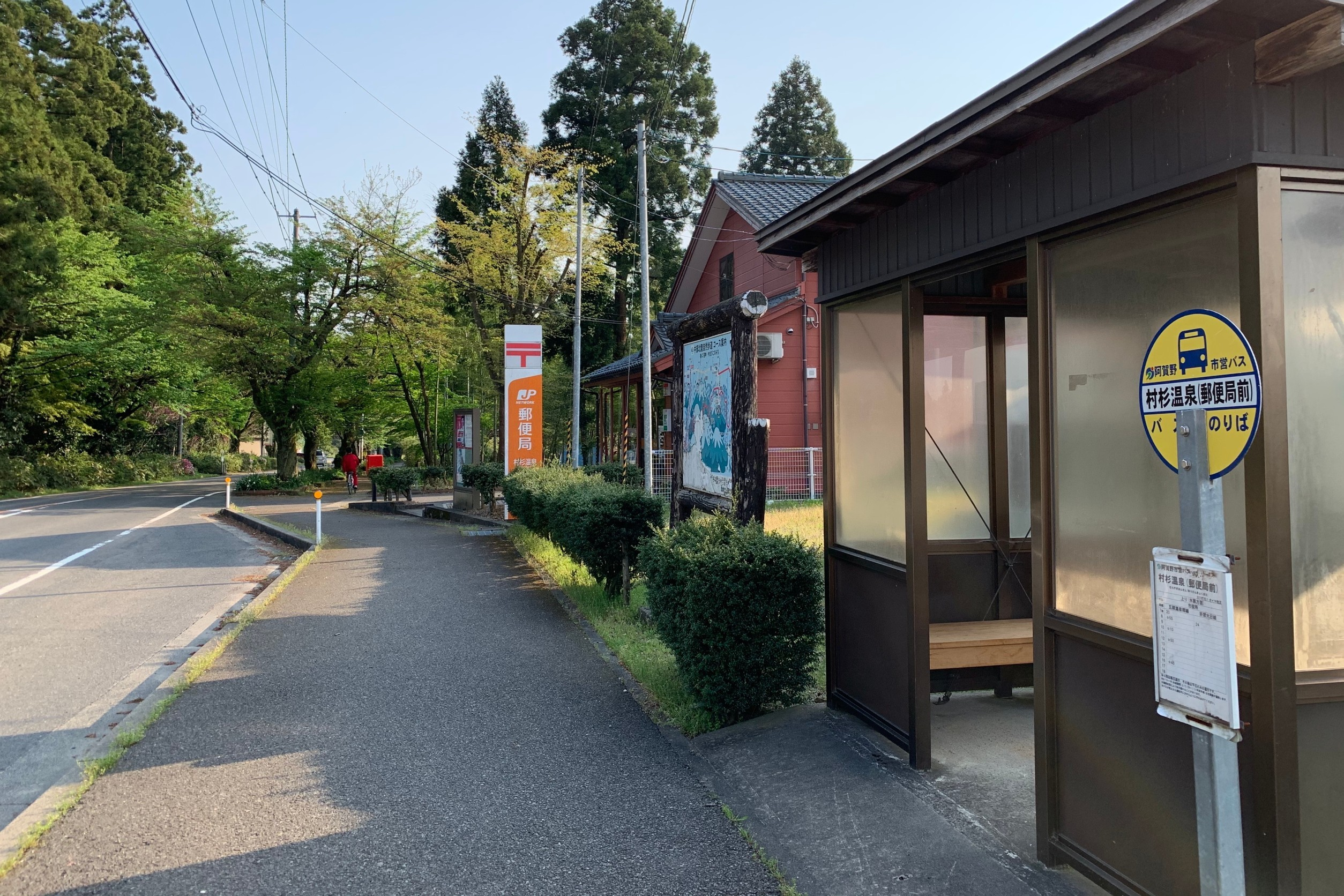
阿賀野市営バス「村杉温泉」停留所。水原駅・瓢湖方面の路線がある。

宿泊施設によっては新潟駅や水原駅までの送迎が行わている。その他公共交通でのアクセスは2021年5月時点では以下の通りである。
- 羽越本線水原駅より阿賀野市営バスで約27分、「村杉温泉」下車[17][18]。
※新潟駅方面 - 水原（または瓢湖前）は新潟交通観光バスのS9系統も利用できる。
- 新宿・池袋より泉観光バス「NETWORK 821便」利用（土曜など特定日のみ運行）、「五頭温泉郷」（うららの森前）下車[19]。
- 新潟空港から事前予約制バス「月岡温泉・五頭温泉郷周遊ライナー」乗車（新発田城・月岡温泉経由）[20]。